# کیمبرلی، بریتیش کلمبیا
کیمبرلی (به انگلیسی: Kimberley) شهری است در جنوب شرقی بریتیش کلمبیای کانادا در امتداد بزرگراه 95A بین پورسل و کوه‌های راکی.
کیمبرلی در سال ۱۸۹۶ پس از معدن کیمبرلی در آفریقای جنوبی نامگذاری شد. کیمبرلی از سال ۱۹۱۷ تا سال ۲۰۰۱ معدن سالیوان بزرگترین معدن سرب و روی جهان در این منطقه قرار داشت. در حال حاضر به طور عمده یک مقصد توریستی و محلی برای پیست اسکی و معدن زیرزمینی آهن است.
این شهرستان دارای بزرگترین پارک شهری در کانادا است به نام پارک طبیعی کیمبرلی با مساحت ۸۰۰ هکتار یا ۱۹۷۷ جریب. همچنین این شهر دارای بزرگترین ساعت کوکو در کانادا است.

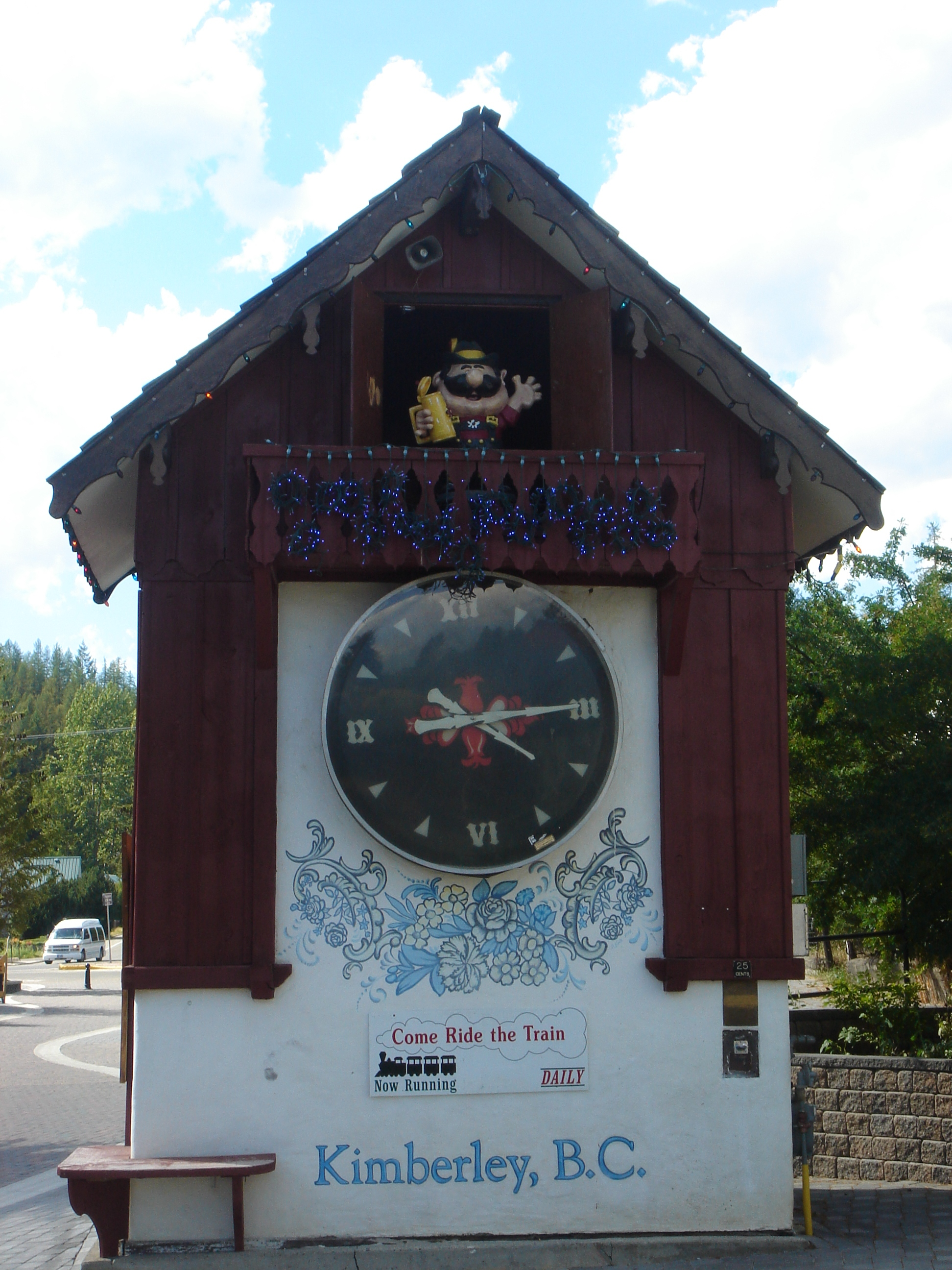
ساعت کوکو باواریای کیمبرلی

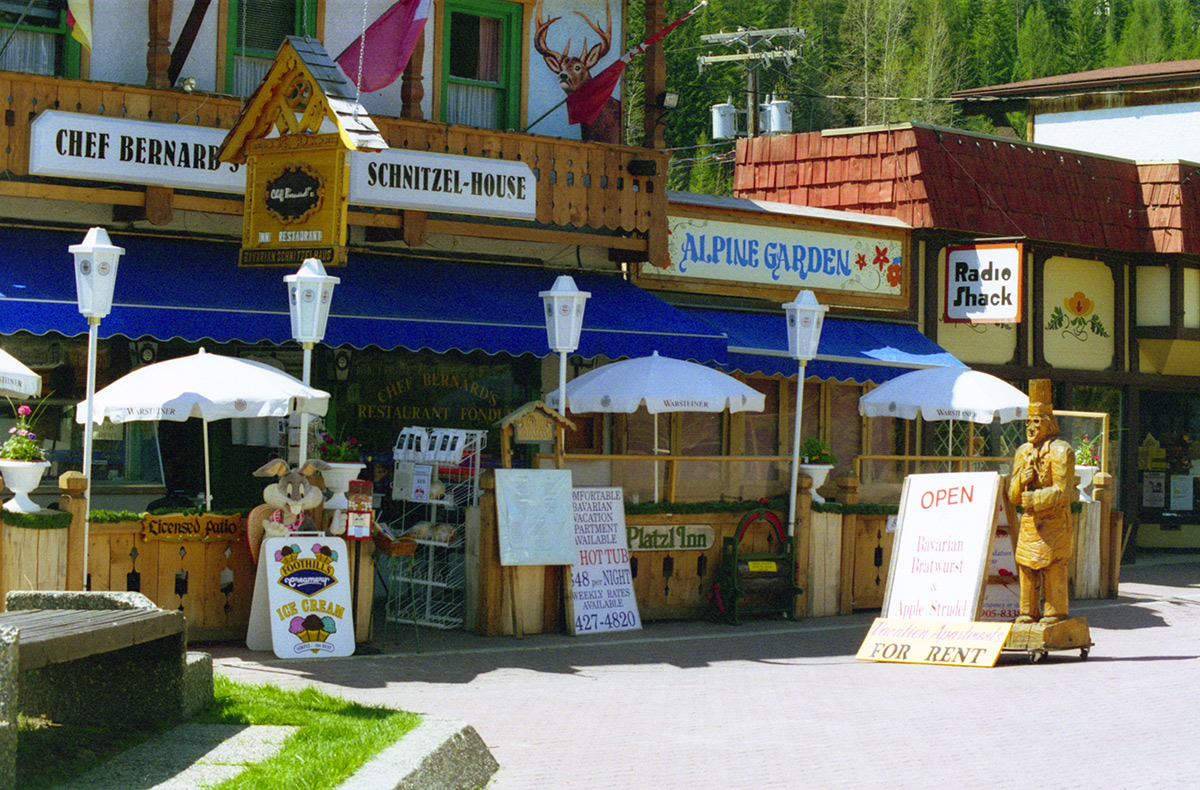
کیمبرلی پلاتزل